# شلدون (میزوری)
شلدون (به انگلیسی: Sheldon) یک شهر در ایالات متحده آمریکا است که در شهرستان ورنن، میزوری واقع شده‌است. شلدون ۱٫۳۷ کیلومتر مربع مساحت و ۵۴۳ نفر جمعیت دارد و ۲۸۱ متر بالاتر از سطح دریا قرار دارد.